# Chinese Text Project
Le Chinese Text Project (abrégé en CTP ; chinois : 中國哲學書電子化計劃 ; litt. « projet de numérisation de livre philosophique de Chine ») est un site de numérisation de textes anciens chinois de référence, principalement dans le domaine de la philosophie chinoise. Il a été fondé par Donald Sturgeon en 2006. Le site est disponible en anglais et chinois, bien que les textes eux-mêmes soient presque exclusivement en chinois.

## Contenu du site
Les textes sont séparés en deux grandes périodes temporelles : les textes écrits avant la dynastie Qin et Han («Pre-Qin and Han») et les textes écrits après la dynastie Han («Post-Han»). Les textes de la première catégorie sont subdivisés selon leur école de pensée ou leur sujet (Confucianisme, moïsme, taoïsme, mathématiques, étymologie, etc.), alors que les textes de la deuxième catégorie sont subdivisés selon la dynastie (Wei, Sui-Tang, Song-Ming, Qing) pendant laquelle ils ont été écrits.